# ФК „Драгоман“
ФК „Драгоман“ е футболен отбор от град Драгоман, България.
Създаден е през 1928 г., като първоначално се казва „Драгомански герой“, след това дълго време носи името „Граничар“. От 2000 г. се казва ФК „Драгоман“
През лятото на 2005 г. ФК „Драгоман“ се обединява „Искър Лакатник“ за да играе във В група. Отборът носи името Искър (Лакатник), но играе в Драгоман. Преди началото на сезон 2006/2007 ФК „Драгоман“ изхвърля фалшивото си наименование „Искър“ (Лакатник) и вече е с името на града, където провежда срещите си.
Играе домакинските си мачове на стадион „Граничар“ в град Драгоман, който е реновиран през 2018 година.

## Успехи
- На 2 пъти играе 1-32-финал за Националната купа – 2000/01 и 2001/02
- 1-во място ОФГ София област сезон 2000/01
- 1-во място ОФГ София Запад сезон 2012/13
- 1-во място ОФГ София Запад сезон 2018/19

## Известни футболисти
- Антон Димитров
- Георги Борисов
- Анатоли Тонов
- Христо Марашлиев
- Явор Вълчинов
- Мартин Зафиров
- Руслан Нацев
- Манол Манолков
- Росен Илков

## Известни треньори
- Христо Драгомиров – Шпека
- Григор Петков
- Манол Манолков
- Емил Асенов

| Сезон   | Група            | Класиране                               |
| ------- | ---------------- | --------------------------------------- |
| 2000/01 | ОФГ София област | 1-во място                              |
| 2001/02 | ОФГ София област | 3-то място                              |
| 2002/03 | ЮЗ В група       | Играе с лиценза на Локомотив Нови Искър |
| 2003/04 | ОФГ София област | 2-ро място                              |
| 2004/05 | ЮЗ В група       | Обединява се със Сливнишки герой        |
| 2005/06 | ЮЗ В група       | 17-о място с лиценза на Искър Лакатник  |
| 2006/07 | ЮЗ В група       | 16-о място                              |
| 2007/08 | ОФГ София запад  | 8-о място                               |
| 2008/09 | ОФГ София област | 5-о място                               |
| 2009/10 | ОФГ София запад  | 7-о място                               |
| 2010/11 | ОФГ София запад  | 5-о място                               |
| 2011/12 | ОФГ София запад  | 5-о място                               |
| 2012/13 | ОФГ София запад  | 1-во място                              |
| 2013/14 | ОФГ София запад  | 2-ро място                              |
| 2014/15 | ОФГ София запад  | 4-то място                              |
| 2015/16 | ОФГ София запад  | 6-о място                               |
| 2016/17 | ОФГ София запад  | 4-то място                              |
| 2017/18 | ОФГ София запад  | 2-ро място                              |
| 2018/19 | ОФГ София запад  | 1-во място (второ място в ОФГ София)    |
| 2019/20 | ОФГ София запад  | 2-ро място                              |
| 2020/21 | ОФГ София запад  | 4-то място                              |
| 2021/22 | ОФГ София запад  | 1-во място (шампион на ОФГ София)       |